# Gustavia superba
Gustavia superba, conocida comúnmente como membrillo, sachamango o loto celestial, es una especie de planta con flores de la familia Lecythidaceae. Es nativa de Centroamérica y el noroeste de América del Sur.

## Descripción
Es un árbol de hoja perenne de unos 5 a 10 metros de altura con un diámetro de 20 a 35 cm. Las hojas son alternas y de gran tamaño, llegando al metro de largo y los 25 cm de ancho, son de peciolo corto y se irradian desde la parte superior como en las palmeras.
Se encuentra hasta los 1300 m s. n. m. y puede llegar a vivir unos 60 años, no es muy conocido fuera de su área de distribución entre Colombia, Costa Rica, Ecuador, Panamá y Venezuela, pero se ha plantado en jardines botánicos tropicales en Florida, Singapur (donde se lo conoce como 'pungol') y Australia.
Las flores crecen en racimos, tienen perianto doble y grandes pétalos de unos 7 cm, de color blanco a rosado. Los frutos son de 9 a 12 cm de largo. Son redondeados y aplanados en la parte superior con un anillo ligeramente elevado y una tapa ligeramente hundida, Las semillas miden hasta 3 a 6 cm, son de color marrón, angulosas, de forma irregular y lisas, se encuentran cubiertas de una pulpa anaranjada comestible, rica en vitamina A, B y C, que suele ser alimento de agutíes que ayudan a distribuir sus semillas, mientras las iguanas se alimentan de sus hojas.

## Usos
Los frutos son comestibles crudos o cocidos. La madera es bastante dura y pesada, tiene un olor desagradable cuando está recién cortada, aunque se puede aprovechar una vez seca. Se cultiva a menudo por sus frutos y como ornamental por sus flores cerosas grandes, vistosas y fragantes.

## Galería

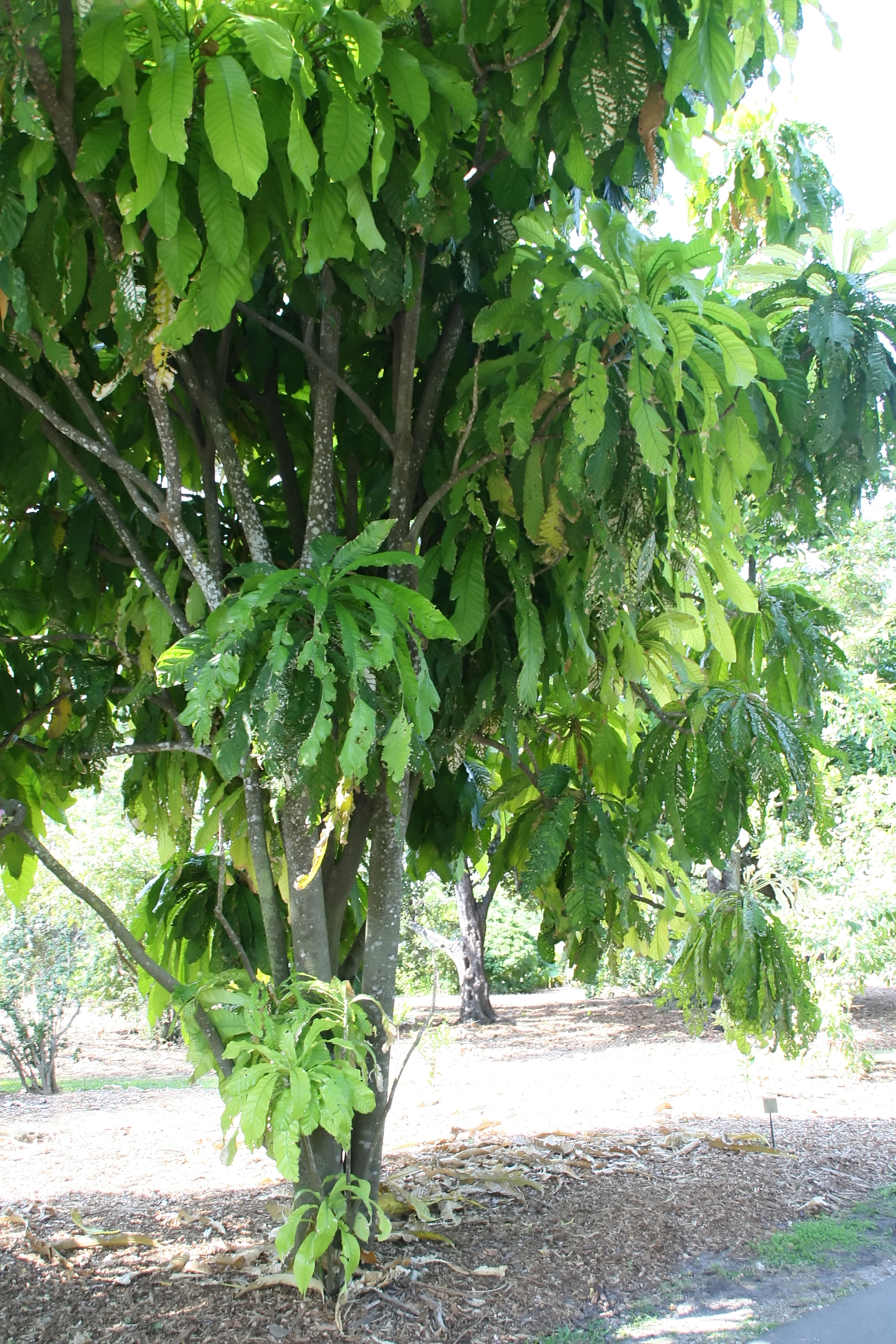
Vista general.
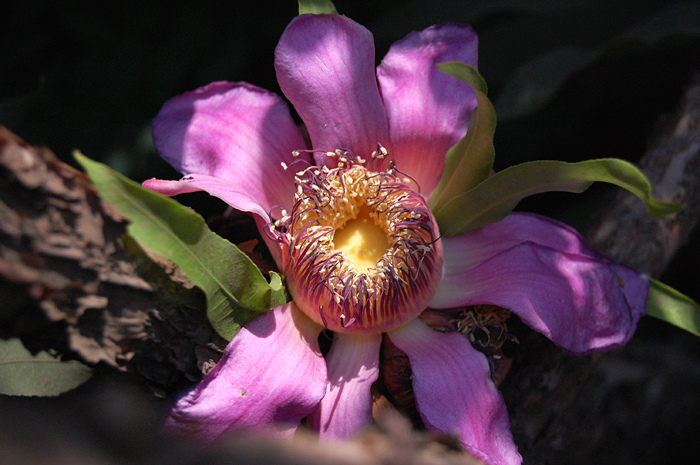
Flor en detalle.
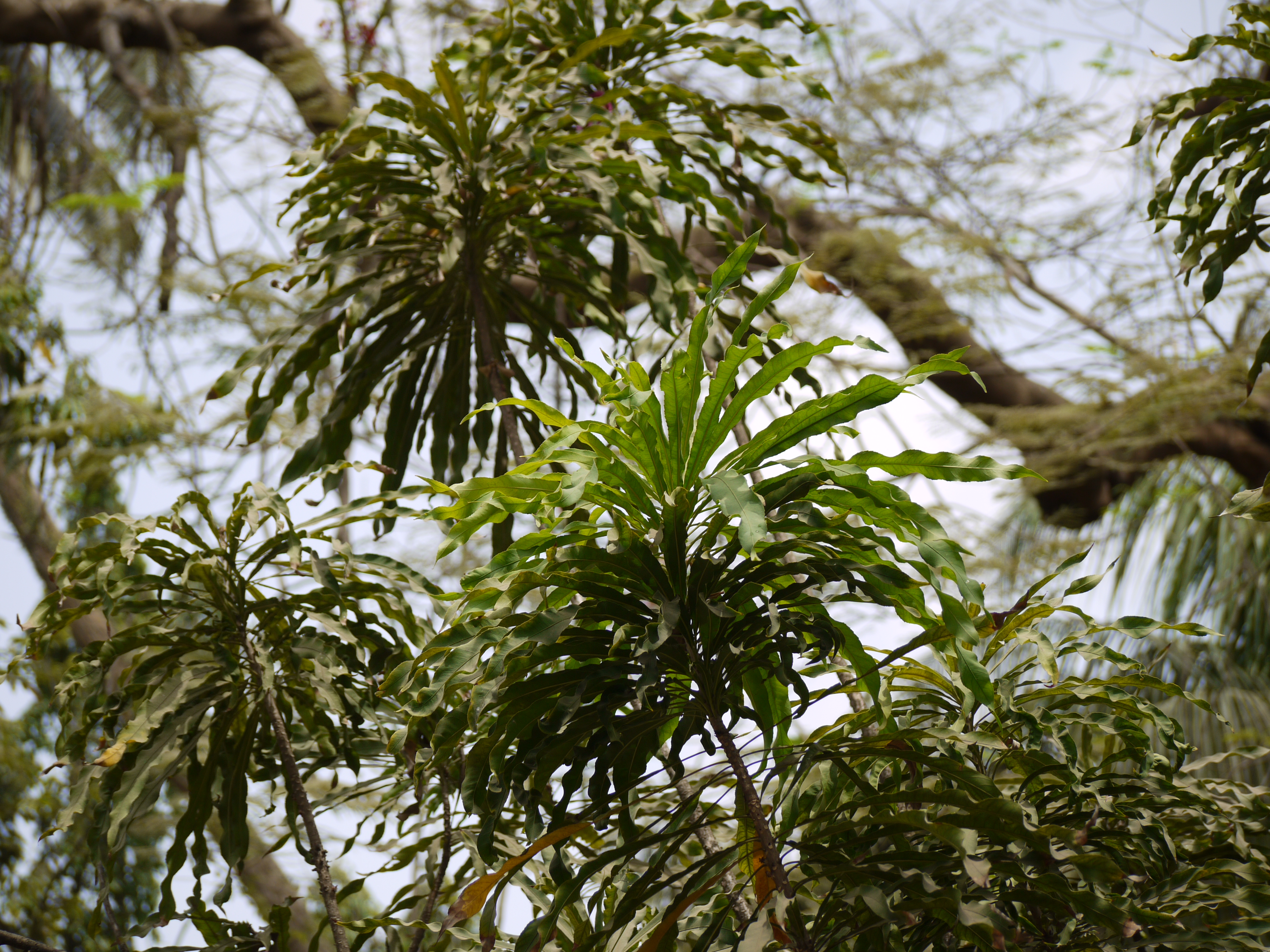
Hojas en detalle.
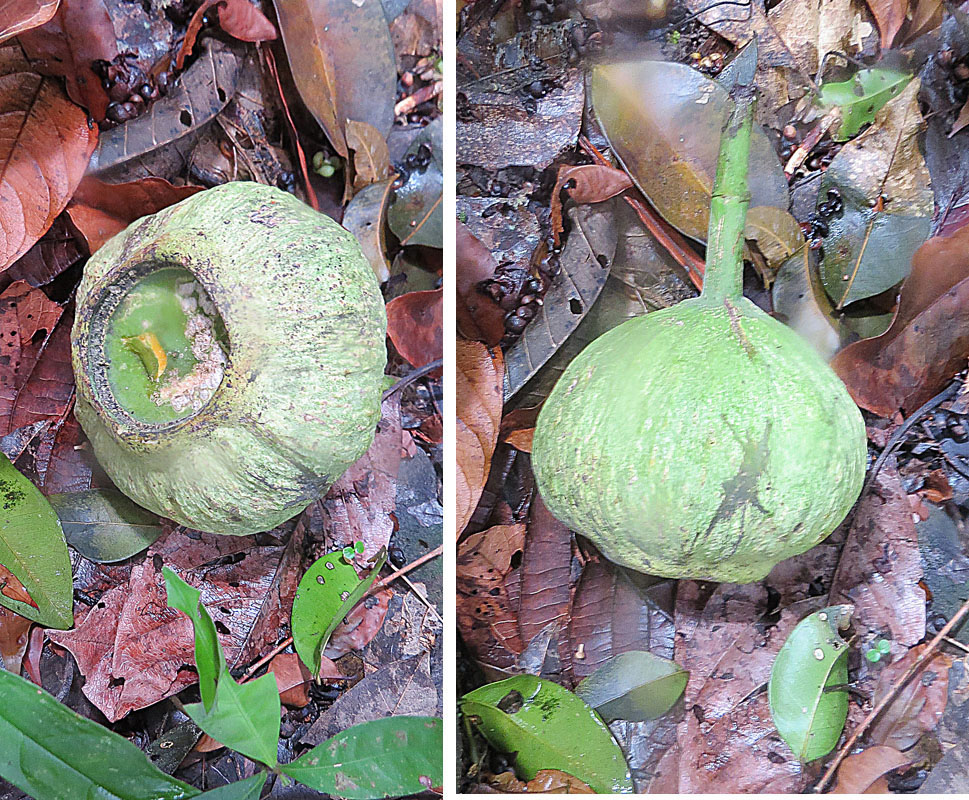
Fruto en detalle.
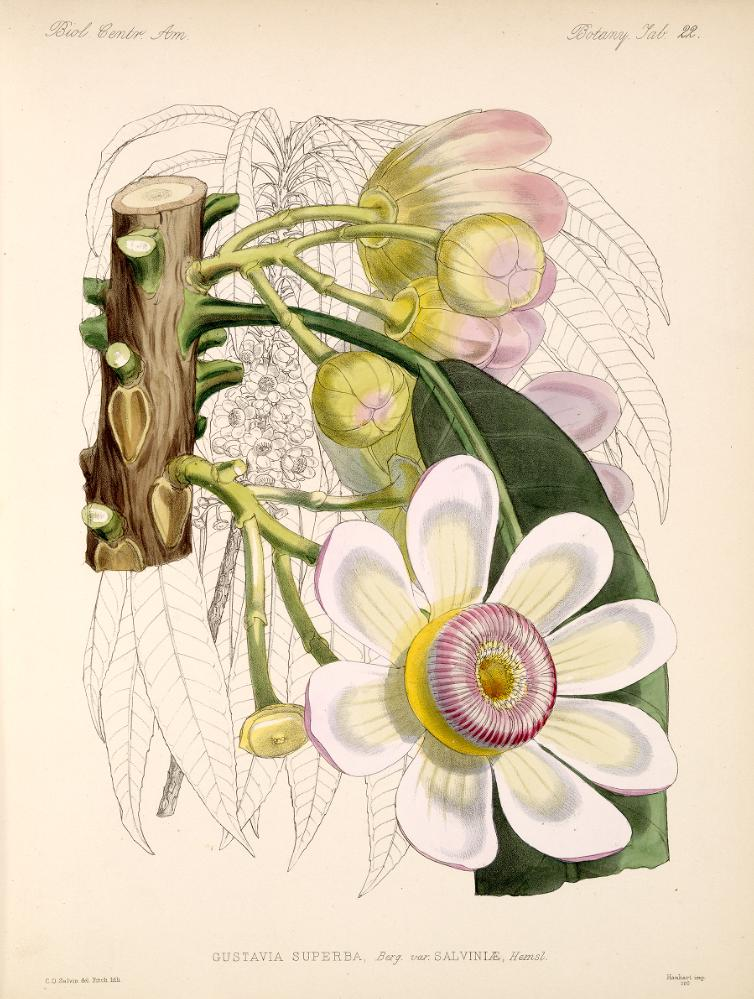
Ilustración botánica de Hemsley.